# Emilio Walter Álvarez
Emilio Walter «Cococho» Álvarez Silva (Montevideo, 10 de febrero de 1939 - Montevideo, 22 de abril de 2010) fue un futbolista uruguayo que se desempeñaba en la posición de zaguero central. Jugó desde sus inicios y prácticamente toda su carrera futbolística en el Club Nacional de Football de Montevideo. Es el futbolista que disputó mayor cantidad de partidos con la camiseta de Nacional con 511 partidos.

## Selección nacional
Fue internacional con la Selección de fútbol de Uruguay en 18 partidos.

### Participaciones en Copas del Mundo
| Mundial              | Sede       | Resultado        | PJ (G) |
| -------------------- | ---------- | ---------------- | ------ |
| Copa Mundial de 1962 | Chile      | Primera fase     | 3 (0)  |
| Copa Mundial de 1966 | Inglaterra | Cuartos de final | 0      |

## Clubes
| Club        | País    | Año       |
| ----------- | ------- | --------- |
| Nacional    | Uruguay | 1959-1970 |
| Sud América | Uruguay | 1971      |

## Palmarés

### Campeonatos nacionales
| Club                        | Torneo   | País    | Año  |
| --------------------------- | -------- | ------- | ---- |
| Primera División de Uruguay | Nacional | Uruguay | 1963 |
| Primera División de Uruguay | Nacional | Uruguay | 1966 |
| Primera División de Uruguay | Nacional | Uruguay | 1969 |
| Primera División de Uruguay | Nacional | Uruguay | 1970 |

### Distinciones individuales
- Jugador con mayor cantidad de partidos jugados para el Club Nacional de Football: 511.
- Recibió el mayor reconocimiento público que jamás se haya hecho a un futbolista en Uruguay; un partido de homenaje, entre Nacional y el Resto de América, el 10 de diciembre de 1969, en el Estadio Centenario de Montevideo.